# Celestia
Celestia è un simulatore spaziale 3D in tempo reale multipiattaforma che permette all'utente di viaggiare tra stelle e pianeti verificandone la reale posizione rispetto al periodo temporale indicato. Il programma è disponibile per sistemi operativi Microsoft Windows, Linux e macOS e, essendo un software libero, può essere scaricato e utilizzato gratuitamente.

## Caratteristiche
Diversamente da altri planetari, Celestia permette la visualizzazione dei corpi celesti da una prospettiva che non è assolutamente legata alla superficie terrestre. Il programma utilizza le OpenGL per generare la grafica. Questa è molto avanzata e spettacolare. Spesso ci si trova a girare per lo spazio solo per osservare asteroidi, pianeti, stelle, comete, e satelliti artificiali. Per navigare nello spazio bastano pochi tasti (vedi sotto) e quando si seleziona un corpo celeste vengono visualizzate numerose e precise informazioni come il nome, la distanza dal punto in cui ci si trova, il raggio, la durata del giorno, magnitudine, classe, temperatura, ecc. Il software si presenta ricco di contenuti e, a detta degli autori, preciso. È presente un database di 100000 corpi celesti, è possibile visualizzare costellazioni, orbite e molto altro ancora. Nell'ultima versione disponibile sono presenti diversi nuovi strumenti. È possibile per esempio, creare filmati di presentazione, salvare le schermate e generare script. Gli script sono una sequenza di istruzioni che si danno al programma per eseguire determinate procedure. Grazie a questo strumento si ha un'evoluzione del filmato (cioè il programma funziona autonomamente in base alle istruzioni date). Sicuramente, la novità più interessante è il "cerca eclissi". Grazie a questo strumento si possono prevedere le eclissi che avverranno in un determinato spazio temporale (selezionato dall'utente), riguardo a diversi pianeti nel sistema solare.

## Espansioni

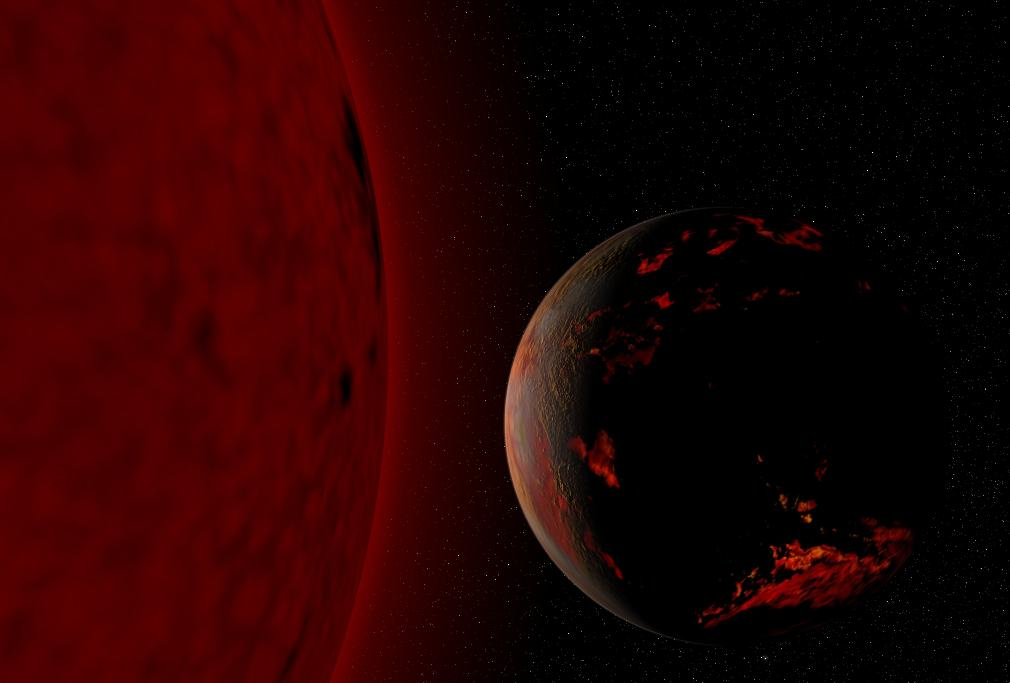
Un addon che simula la morte del Sole

Il programma base non è chiuso a se stesso. Sul sito ufficiale sono presenti numerose aggiunte (in gergo, addon) che lo espandono ulteriormente. Si possono scaricare nebulose, pianeti, satelliti artificiali, aggiornamenti e qualche concessione alla fantasia (astronavi di Star Wars, Star Trek, ecc.). Esistono anche altri siti che forniscono materiale per espandere il database del programma permettendogli di coprire ogni aspetto della simulazione spaziale a livello amatoriale. Si stima che siano disponibili più di 10 Gbyte di espansioni per il programma.

## Tasti di navigazione principali

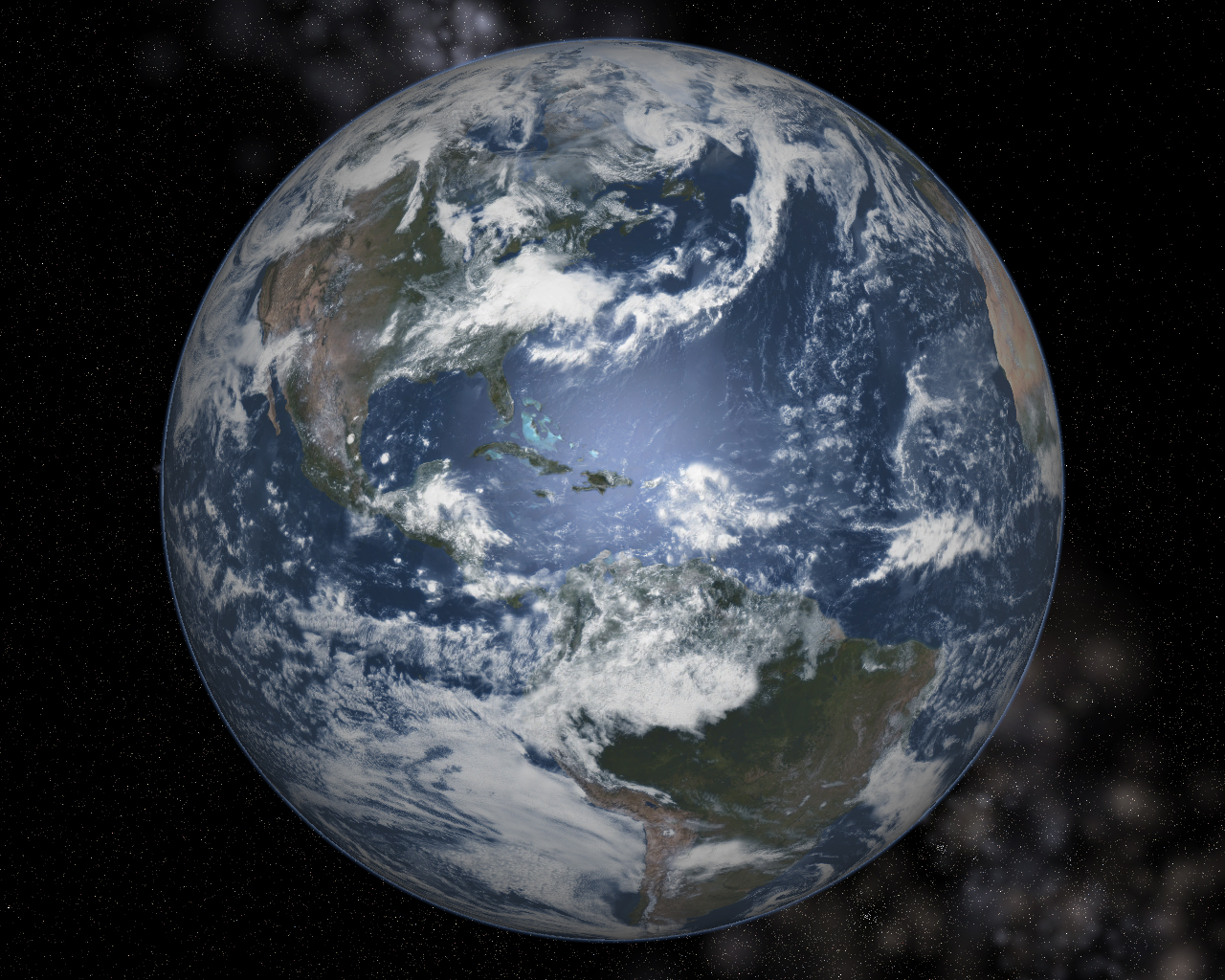
La Terra

- invio: per inserire il nome del corpo celeste da selezionare.
- f: per seguire l'obiettivo selezionato.
- g: per raggiungere il corpo celeste.
- h: per selezionare il sole.
- tasto sinistro del mouse: per spostare la visuale.
- tasto destro del mouse: ruotare attorno al corpo celeste.
- rotellina del mouse: avvicinarsi/allontanarsi dall'oggetto che si sta seguendo.
- j: inverte lo scorrere del tempo.
- k: rallenta lo scorrere del tempo.
- l: accelera lo scorrere del tempo.

## Formati file utilizzati
- .jpg, .png e .dds per le texture
- .dat per i database delle stelle dei cataloghi Hipparcos, SAO e HD e le costellazioni
- .dsc per i database delle galassie e gli ammassi stellari
- .ssc per i database dei pianeti, asteroidi, comete, lune e locazioni
- .stc per i database delle stelle aggiuntive
- .xyz e .xyzv per le traiettorie delle sonde
- .3ds, .cmod e .cms per i modelli degli oggetti irregolari
- .fp e .vp per le luci diffuse e le ombre
- .txf per i font

## Voci correlate

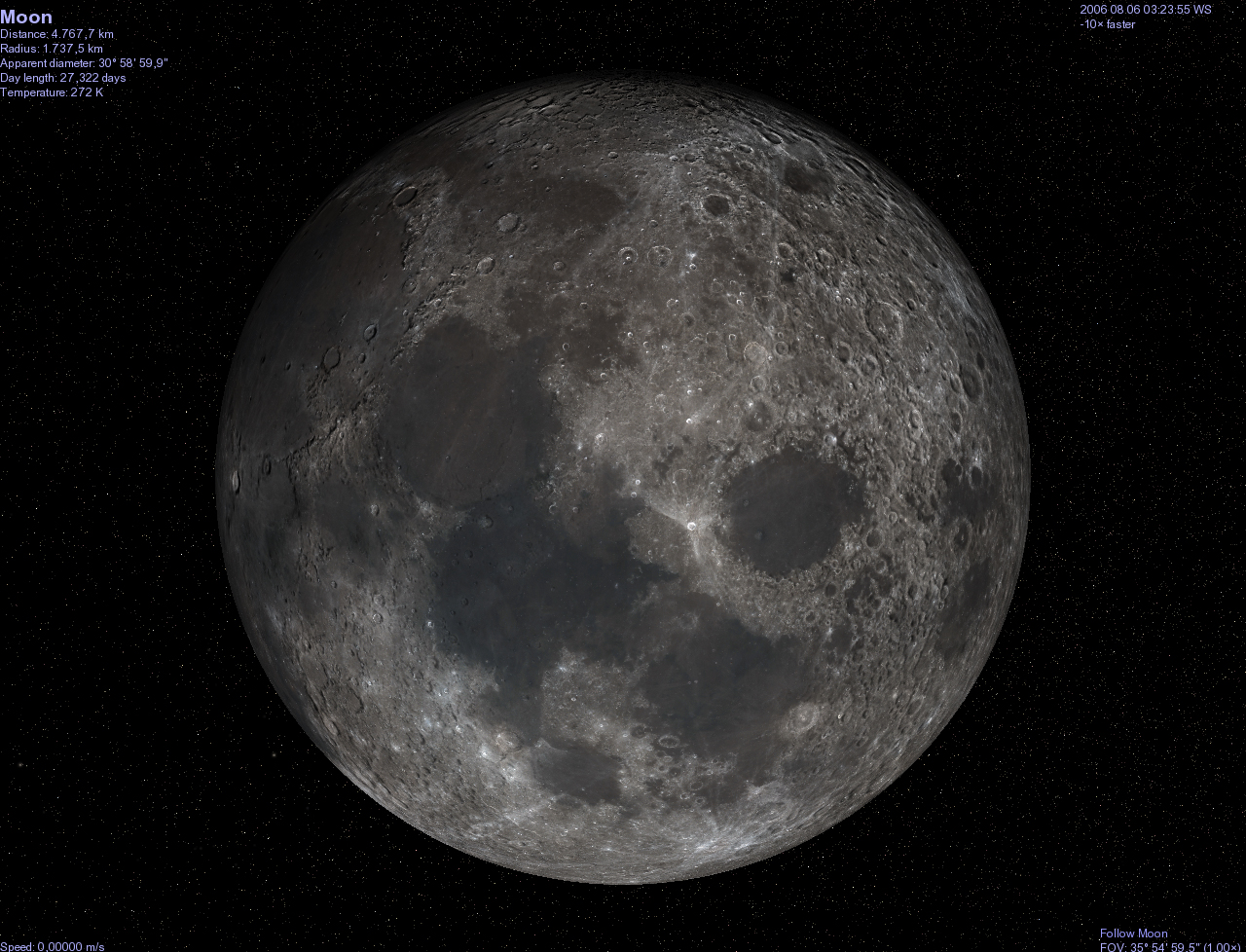
La Luna